# Фотопланіметрична зйомка гірничих виробок
Фотопланіметрична зйомка гірничих виробок (рос. фотопланиметрическая съемка горных выработок,  англ. photoplanimetric survey of workings; нім. photoplanimetiische Aufnahme f) – комплекс фотометричних робіт по вимірюванню площ поперечних перетинів і розмірів контурів капітальних, підготовчих і очисних виробок. Ф.з. включає утворення світлового контуру виробок, його фіксацію фотокамерою, обробку і аналіз фотограм. Ф.з. застосовується для вивчення закономірностей деформування гірських порід і стійкості контуру виробок, при маркшейдерській зйомці очисних і підгот. виробок, повітряній і депресійній зйомці шахт, для профілювання і фотографічного документування шахтних стовбурів. Використовується на гірничорудних підприємствах, калійних, вугільних і сланцевих шахтах, при спорудженні тунелів. 